# Adam Piechowski
Adam Piechowski (ur. 26 września 1950) – polski pisarz, tatrolog, historyk spółdzielczości, działacz opozycji w okresie PRL.

## Życiorys
Z wykształcenia chemik, ukończył studia na Uniwersytecie Warszawskim. W 1996 na podstawie pracy zatytułowanej Losy spółdzielni mieszkaniowych Warszawy w latach okupacji niemieckiej na Wydziale Historycznym UW uzyskał stopień naukowy doktora nauk humanistycznych w zakresie historii.
W latach PRL od 1976 współdziałał z opozycją demokratyczną, był związany z Komitetem Obrony Robotników. Od początku związany z Niezależną Oficyną Wydawniczą NOWA. Brał udział w redagowaniu i dystrybucji wydawnictw drugiego obiegu, prowadził archiwum druków opozycyjnych. Został członkiem „Solidarności” i jej współzałożycielem w Spółdzielczym Instytucie Badawczym, w którym pracował. W 1982 został aresztowany za kolportaż „Tygodnika Mazowsze”.
Po przemianach politycznych przez ponad dekadę prowadził własną agencję fotograficzną, następnie zatrudniony Krajowej Radzie Spółdzielczej.
W 2011 prezydent Bronisław Komorowski odznaczył go Krzyżem Oficerskim Orderu Odrodzenia Polski.

## Wybrane publikacje
- Losy spółdzielni mieszkaniowych w Warszawie w latach okupacji niemieckiej, Wyd. Spółdzielcze, Warszawa 2002
- Grań Tatr, Wyd. „Text”, Warszawa 1992 (wydanie w jęz. węgierskim w 2000)
- Lud Syriusza. W poszukiwaniu tajemnic Dogonów, Pegaz, Warszawa 1994, ISBN 83-85639-04-7
- Bedeker Tatrzański (współautor), PWN, Warszawa 2000, ISBN 83-01-13184-5
- Księga polskiej spółdzielczości, ARW Promocja Polska, Bydgoszcz 2006, ISBN 83-923971-5-0
- 120 lat spółdzielczości mieszkaniowej w Polsce, ARW Promocja Polska, Bydgoszcz 2010, ISBN 978-83-61543-56-5
- W kręgu Spółdzielczego Instytutu Naukowego 1919–1939. Wybór pism, Oficyna Naukowa, Warszawa 2018, ISBN 978-83-64363-90-0